# Mit dem Bauch durch die Wand
Mit dem Bauch durch die Wand ist ein Schweizer Dokumentarfilm der Regisseurin Anka Schmid aus dem Jahr 2011. Die Langzeitdokumentation begleitet während vier Jahren drei Teenage-Mütter, ihre Kinder und deren Väter und zeigt, wie sie zu jungen Frauen reifen. Der Film hatte seine internationale Premiere bei den Internationalen Filmfestspielen Berlin in der Sektion  „Generation“. Die Erstaufführung in der Schweiz war am 12. Mai 2011.

## Inhalt
Die sich über vier Jahre erstreckende Langzeitbeobachtung stellt unterschiedliche Charaktere und Lebensumstände von drei Schweizer Teenager-Müttern vor und lässt sie zu ihrer sich ändernden Befindlichkeit, ihren Wünschen und Träumen zu Wort kommen.
Während Sandra dank der Unterstützung der Schwiegereltern hochschwanger ihre Lehre erfolgreich abschliessen kann und nach der Geburt mit dem geliebten Kindsvater zusammenzieht und zu einer Familie zusammenwächst, sieht sich Jasmine gezwungen, ihr Kind die Woche über ins Heim zu bringen, um ein Berufspraktikum machen zu können. Sie findet Unterstützung im Kreis ihrer Freundinnen und kämpft bis vor dem Gericht für die Alimente für ihren kleinen Jungen. Jennifer und ihr Freund Mwathi waren ein junges Traumpaar, doch kaum ist das Töchterchen auf der Welt, zerbricht die Liebe und auf den jungen Vater ist kein Verlass. Doch Jennifer hat Rückhalt von ihrer Mutter und balanciert geschickt zwischen Mutterschaft und Ausbildung. Später besingt der angehende Rapper Mwathi sein Verhalten als abwesender Vater und sucht erneut Kontakt zu seiner kleinen Tochter.

## Rezeption
Der Film wurde 2011 mit dem Zürcher Filmpreis ausgezeichnet. Die Jury war insbesondere angetan von der Nähe zu den Protagonistinnen, die dadurch entstand, dass die Regisseurin einen Grossteil des Films alleine drehte. Der Film halte sich formal zurück und verlasse sich ganz auf seine Figuren, wodurch die Unmittelbarkeit noch verstärkt werde.
Der Dokumentarfilm wurde in der Öffentlichkeit und in der Presse der Schweiz ausführlich diskutiert. So schrieb Bettina Spoerri in der Neuen Zürcher Zeitung, die Protagonistinnen des Films sind „toughe, aber auch sehr verletzliche junge Menschen, die ihren Weg suchen“. Dabei seien „die Chancen, die man ihnen gibt oder verwehrt […] ein unbestechlicher Spiegel unserer Gesellschaft.“ Irene Genhart schrieb in der Zürcher Landzeitung, die Stärke des Films liege „im losen Nebeneinander der drei Geschichten“, die es ermöglichen, „zu abstrahieren, Parallelen zu ziehen“. Der Film sei „eine das Herz erwärmende, leise verschmitzte – und zum Diskutieren anregende – Studie über das Jungsein mit Kind in der Schweiz“.

## Festivals
- 23. Januar 2011: Uraufführung Solothurner Filmtage
- 14. Februar 2011: Berlinale Generations[6]
- 24. bis 30. November 2011: Frauenwelten Tübingen, Deutschland
- 27. September bis 9. Oktober 2011: Kaunas International Film Festival, Litauen
- 20. bis 29. Mai 2011: Showroom Workstation, Grossbritannien
- 29. Mai bis 5. Juni 2011: Zlin Children & Youth Film Festival, Tschechische Republik